# 진창시
진창(금창, 중국어: 金昌, 병음: Jīnchāng)은 중화인민공화국 간쑤성의 지급시이다.

## 지리
간쑤성의 중앙, 황하의 서쪽, 치롄산맥의 북쪽, 내몽골 자치구 아라산맹의 남쪽에 위치한다. 도시의 남서쪽은 칭하이성과 접하고 북서쪽은 내몽골 자치구와 접한다.

## 역사
진창은 흉노의 영토였으며 흉노의 석기 시대의 중요한 고고학 유적지와 명나라 때 설치된 만리장성의 일부분이 있다. 명대에 영창위(永昌衛)가 설치되었고 청대에 영창현(永昌縣)으로 고쳐졌다. 1981년에 지급시가 설치되었을 때, 시내에 진촨샤(金川峡)가 위치한 것에서 진천으로 명명되어 현재에 이른다.

## 행정 구역
1개 시할구, 1개 현을 관할한다.
시할구
- 진촨 구(金川区)

현
- 융창 현(永昌县)

## 경제
2002년 GDP는 450만 위안이었다. 평균 도시 주민의 수입은 8,233위안이었던 반면에 시골 주민의 수입은 3,051위안이었다. 농업과 천연 자원을 기반으로 한 산업은 진창 경제의 중요한 부분이다. "중국의 니켈 수도"로 불리며 석영, 철, 망간, 구리, 코발트, 아연, 금, 텅스텐, 석회석 등을 포함한 광물 자원이 풍부하다. 야채 기름은 진창의 주요 농산품이다.

## 교통

### 항공
- 진창 진촨 공항

### 철도
- 진창 역